# Eisschnelllauf-Einzelstreckenweltmeisterschaften 2015

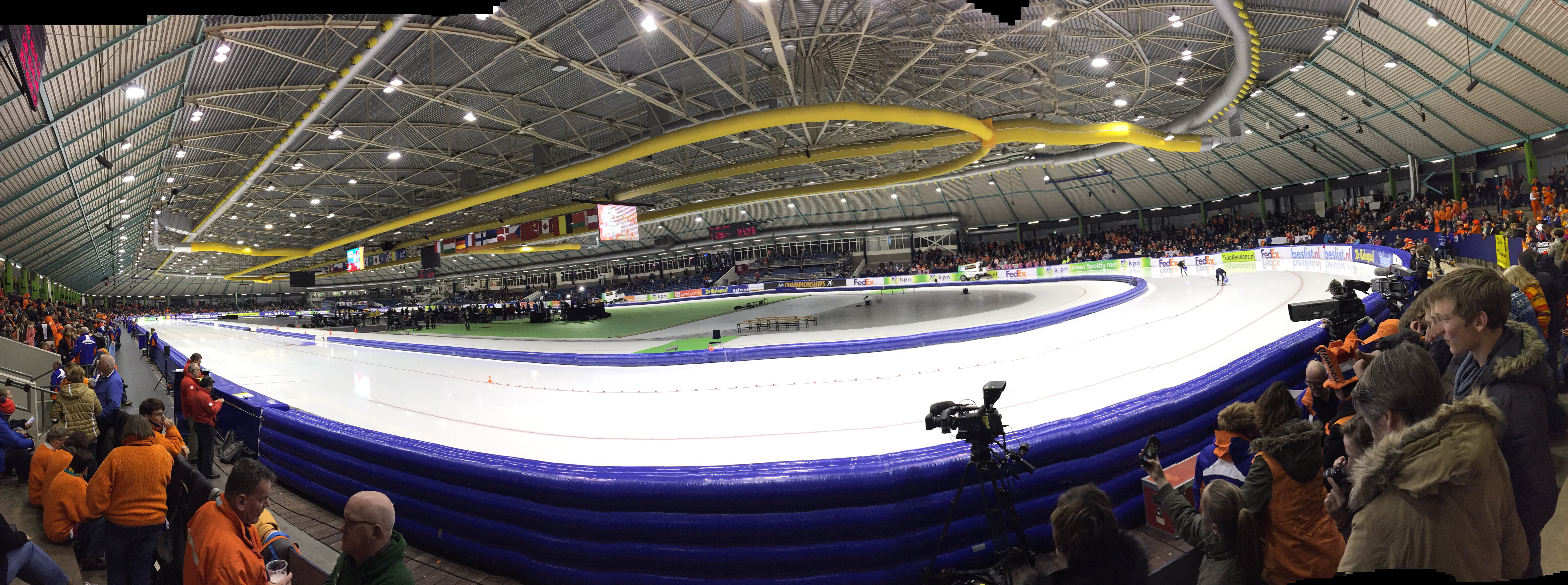
Innenansicht der Thialf-Halle

Die 16. Eisschnelllauf-Einzelstreckenweltmeisterschaften wurden vom 12. bis zum 15. Februar 2015 in der Thialf-Halle in Heerenveen ausgetragen.

## Zeitplan
- 12.2. ab 18:00 Uhr: 3000 m Damen, 10.000 m Herren
- 13.2. ab 18:00 Uhr: 1000 m Damen, 1500 m Herren, 5000 m Damen, Teamwettbewerb Herren
- 14.2. ab 13:00 Uhr: 5000 m Herren, 500 m 1 + 2 Damen, 1000 m Herren, Teamwettbewerb Damen
- 15.2. ab 13:15 Uhr: 500 m 1 + 2 Herren, 1500 m Damen, Massenstart Damen/Herren

## Bilanz

### Medaillenspiegel
| Platz  | Land               | Gold | Silber | Bronze | Gesamt |
| ------ | ------------------ | ---- | ------ | ------ | ------ |
| 1      | Niederlande        | 5    | 7      | 5      | 17     |
| 2      | Vereinigte Staaten | 4    | 2      | 1      | 7      |
| 3      | Russland           | 2    | 1      | 1      | 4      |
| 4      | Tschechien         | 2    | –      | 1      | 3      |
| 5      | Japan              | 1    | -      | 1      | 2      |
| 6      | Kanada             | -    | 3      | 1      | 4      |
| 7      | Italien            | -    | 1      | -      | 1      |
| 8      | Deutschland        | -    | -      | 2      | 2      |
| 9      | Frankreich         | -    | -      | 1      | 1      |
| 9      | Südkorea           | -    | -      | 1      | 1      |
| Gesamt | Gesamt             | 14   | 14     | 14     | 42     |

### Medaillengewinner
Zeigt die drei Medaillengewinner der einzelnen Distanzen.

#### Frauen
| Distanz        | Gold                                       | Silber                                              | Bronze                                            |
| -------------- | ------------------------------------------ | --------------------------------------------------- | ------------------------------------------------- |
| 2 × 500 Meter  | Heather Richardson                         | Brittany Bowe                                       | Nao Kodaira                                       |
| 1000 Meter     | Brittany Bowe                              | Heather Richardson                                  | Karolína Erbanová                                 |
| 1500 Meter     | Brittany Bowe                              | Ireen Wüst                                          | Heather Richardson                                |
| 3000 Meter     | Martina Sáblíková                          | Ireen Wüst                                          | Marije Joling                                     |
| 5000 Meter     | Martina Sáblíková                          | Carlijn Achtereekte                                 | Claudia Pechstein                                 |
| Massenstart    | Irene Schouten                             | Ivanie Blondin                                      | Mariska Huisman                                   |
| Teamverfolgung | JapanNana Takagi Miho Takagi Ayaka Kikuchi | NiederlandeMarije Joling Ireen Wüst Marrit Leenstra | RusslandOlga Graf Natalja Woronina Julija Skokowa |

#### Männer
| Distanz        | Gold                                               | Silber                                              | Bronze                                             |
| -------------- | -------------------------------------------------- | --------------------------------------------------- | -------------------------------------------------- |
| 2 × 500 Meter  | Pawel Kulischnikow                                 | Michel Mulder                                       | Laurent Dubreuil                                   |
| 1000 Meter     | Shani Davis                                        | Pawel Kulischnikow                                  | Kjeld Nuis                                         |
| 1500 Meter     | Denis Juskow                                       | Denny Morrison                                      | Koen Verweij                                       |
| 5000 Meter     | Sven Kramer                                        | Jorrit Bergsma                                      | Douwe de Vries                                     |
| 10.000 Meter   | Jorrit Bergsma                                     | Erik Jan Kooiman                                    | Patrick Beckert                                    |
| Massenstart    | Arjan Stroetinga                                   | Fabio Francolini                                    | Alexis Contin                                      |
| Teamverfolgung | NiederlandeDouwe de Vries Koen Verweij Sven Kramer | KanadaDenny Morrison Ted-Jan Bloemen Jordan Belchos | SüdkoreaLee Seung-Hoon Ko Byung-wook Kim Cheol-Min |

## Ergebnisse

### Frauen

#### 2 × 500 Meter
Die Zeiten beider 500 m Läufe wurden in Punkte umgerechnet, addiert und ergaben die Gesamtpunktezahl.
| Platz | Name                 | Land               | 1. Lauf 500 Meter | 2. Lauf 500 Meter | Gesamt- punkte |
| ----- | -------------------- | ------------------ | ----------------- | ----------------- | -------------- |
| 1     | Heather Richardson   | Vereinigte Staaten | 37,703 s          | 37,629 s          | 75,332         |
| 2     | Brittany Bowe        | Vereinigte Staaten | 37,977 s          | 37,788 s          | 75,785         |
| 3     | Nao Kodaira          | Japan              | 38,047 s          | 37,846 s          | 75,893         |
| 4     | Thijsje Oenema       | Niederlande        | 38,025 s          | 37,971 s          | 75,996         |
| 5     | Lee Sang-hwa         | Südkorea           | 38,104 s          | 37,900 s          | 76,004         |
| 6     | Judith Hesse         | Deutschland        | 38,172 s          | 38,276 s          | 76,448         |
| 7     | Karolína Erbanová    | Tschechien         | 38,283 s          | 38,339 s          | 76,622         |
| 8     | Jekaterina Aidowa    | Kasachstan         | 38,379 s          | 38,259 s          | 76,638         |
| 9     | Floor van den Brandt | Niederlande        | 38,492 s          | 38,308 s          | 76,800         |
| 10    | Vanessa Bittner      | Österreich         | 38,441 s          | 38,411 s          | 76,852         |

#### 1000 Meter
| Platz | Name                | Land                | Zeit        |
| ----- | ------------------- | ------------------- | ----------- |
| 1     | Brittany Bowe       | Vereinigte Staaten  | 1:13,90 min |
| 2     | Heather Richardson  | Vereinigte Staaten  | 1:14,49 min |
| 3     | Karolína Erbanová   | Tschechien          | 1:15,26 min |
| 4     | Ireen Wüst          | Niederlande         | 1:15,50 min |
| 5     | Li Qishi            | Volksrepublik China | 1:15,65 min |
| 6     | Kali Christ         | Kanada              | 1:15,74 min |
| 7     | Marrit Leenstra     | Niederlande         | 1:15,84 min |
| 8     | Judith Hesse        | Deutschland         | 1:15,86 min |
| 9     | Vanessa Bittner     | Österreich          | 1:16,08 min |
| 10    | Laurine van Riessen | Niederlande         | 1:16,15 min |

#### 1500 Meter
| Platz | Name               | Land               | Zeit        |
| ----- | ------------------ | ------------------ | ----------- |
| 1     | Brittany Bowe      | Vereinigte Staaten | 1:54,27 min |
| 2     | Ireen Wüst         | Niederlande        | 1:54,76 min |
| 3     | Heather Richardson | Vereinigte Staaten | 1:55,60 min |
| 4     | Martina Sáblíková  | Tschechien         | 1:55,65 min |
| 5     | Marrit Leenstra    | Niederlande        | 1:55,90 min |
| 6     | Marije Joling      | Niederlande        | 1:56,85 min |
| 7     | Ida Njåtun         | Norwegen           | 1:57,79 min |
| 8     | Kali Christ        | Kanada             | 1:57,82 min |
| 9     | Luiza Złotkowska   | Polen              | 1:58,22 min |
| 10    | Julija Skokowa     | Russland           | 1:58,25 min |

#### 3000 Meter
| Platz | Name              | Land        | Zeit        |
| ----- | ----------------- | ----------- | ----------- |
| 1     | Martina Sáblíková | Tschechien  | 4:02,17 min |
| 2     | Ireen Wüst        | Niederlande | 4:03,46 min |
| 3     | Marije Joling     | Niederlande | 4:05,51 min |
| 4     | Jorien Voorhuis   | Niederlande | 4:05,76 min |
| 5     | Claudia Pechstein | Deutschland | 4:05,95 min |
| 6     | Bente Kraus       | Deutschland | 4:09,75 min |
| 7     | Ivanie Blondin    | Kanada      | 4:09,85 min |
| 8     | Olga Graf         | Russland    | 4:10,32 min |
| 9     | Luiza Złotkowska  | Polen       | 4:11,04 min |
| 10    | Anna Tschernowa   | Russland    | 4:11,82 min |

#### 5000 Meter

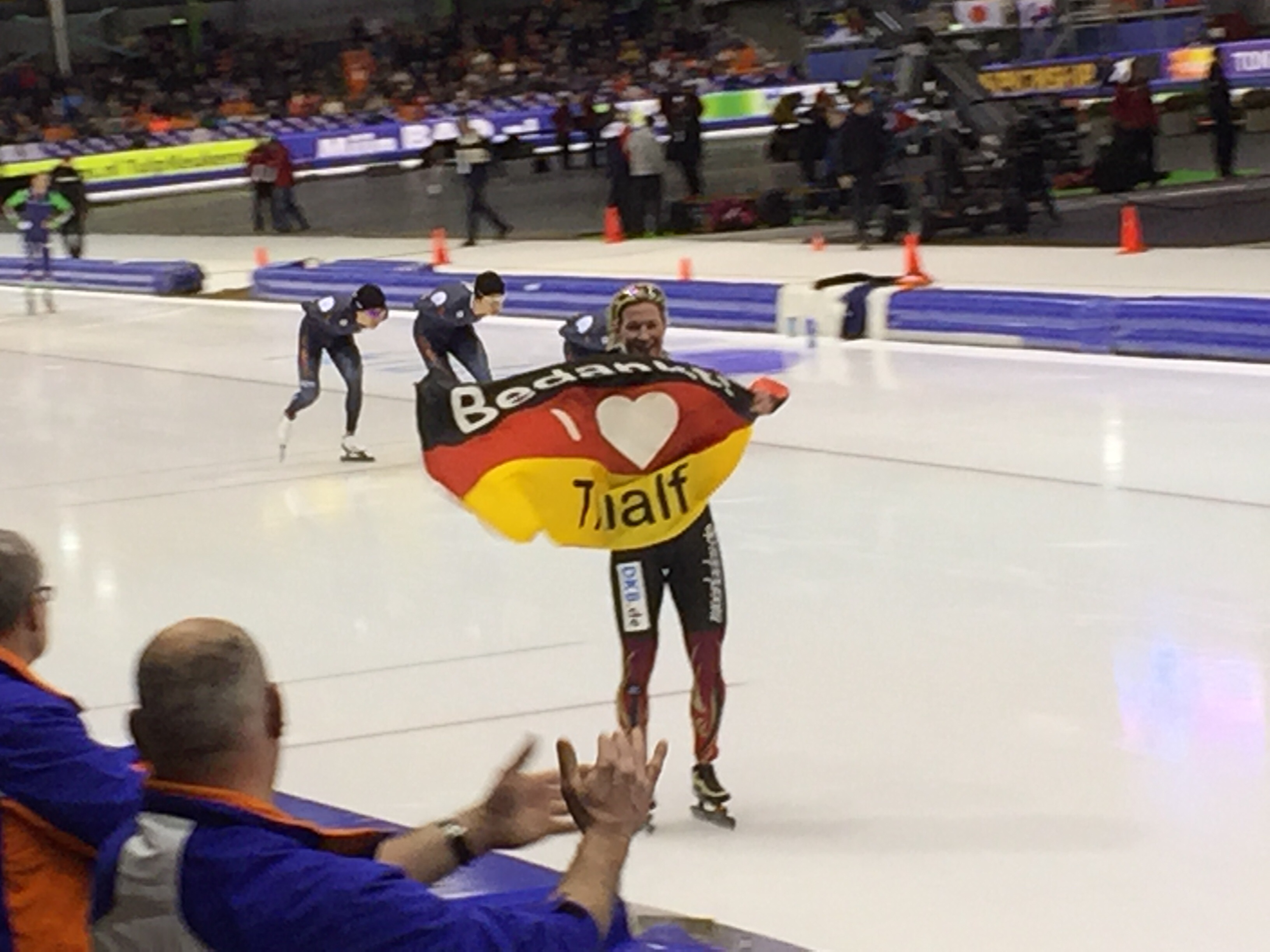
Claudia Pechstein

| Platz | Name                | Land        | Zeit        |
| ----- | ------------------- | ----------- | ----------- |
| 1     | Martina Sáblíková   | Tschechien  | 6:52,73 min |
| 2     | Carlijn Achtereekte | Niederlande | 6:54,49 min |
| 3     | Claudia Pechstein   | Deutschland | 6:56,53 min |
| 4     | Jorien Voorhuis     | Niederlande | 7:05,64 min |
| 5     | Olga Graf           | Russland    | 7:07,89 min |
| 6     | Ivanie Blondin      | Kanada      | 7:08,97 min |
| 7     | Anna Tschernowa     | Russland    | 7:13,71 min |
| 8     | Stephanie Beckert   | Deutschland | 7:16,19 min |
| 9     | Jelena Peeters      | Belgien     | 7:17,28 min |
| 10    | Shoko Fujimura      | Japan       | 7:19,44 min |

#### Massenstart
| Platz | Name            | Land                |
| ----- | --------------- | ------------------- |
| 1     | Irene Schouten  | Niederlande         |
| 2     | Ivanie Blondin  | Kanada              |
| 3     | Mariska Huisman | Niederlande         |
| 4     | Miho Takagi     | Japan               |
| 5     | Vanessa Bittner | Österreich          |
| 6     | Bente Kraus     | Deutschland         |
| 7     | Liu Yichi       | Volksrepublik China |
| 8     | Liu Jing        | Volksrepublik China |
| 9     | Marina Sujewa   | Belarus             |
| 10    | Saskia Alusalu  | Estland             |

#### Teamwettbewerb
| Platz | Name                                                 | Land                | Zeit        |
| ----- | ---------------------------------------------------- | ------------------- | ----------- |
| 1     | Nana Takagi Miho Takagi Ayaka Kikuchi                | Japan               | 3:01,53 min |
| 2     | Marije Joling Ireen Wüst Marrit Leenstra             | Niederlande         | 3:01,55 min |
| 3     | Olga Graf Natalja Woronina Julija Skokowa            | Russland            | 3:03,19 min |
| 4     | Ivanie Blondin Kali Christ Josie Spence              | Kanada              | 3:04,11 min |
| 5     | Jun Ye-jin Kim Bo-reum Noh Seon-yeong                | Südkorea            | 3:05,84 min |
| 6     | Aleksandra Goss Katarzyna Woźniak Urszula Włodarczyk | Polen               | 3:06,09 min |
| 7     | Bente Kraus Isabell Ost Claudia Pechstein            | Deutschland         | 3:06,65 min |
| 8     | Liu Jing Liu Yichi Zhao Xin                          | Volksrepublik China | 3:07,27 min |

### Männer

#### 2 × 500 Meter
Die Zeiten beider 500 m Läufe wurden in Punkte umgerechnet, addiert und ergaben die Gesamtpunktezahl.
| Platz | Name                 | Land        | 1. Lauf 500 Meter | 2. Lauf 500 Meter | Gesamt- punkte |
| ----- | -------------------- | ----------- | ----------------- | ----------------- | -------------- |
| 1     | Pawel Kulischnikow   | Russland    | 34,383 s          | 34,548 s          | 68,931         |
| 2     | Michel Mulder        | Niederlande | 34,852 s          | 34,770 s          | 69,622         |
| 3     | Laurent Dubreuil     | Kanada      | 34,971 s          | 34,723 s          | 69,694         |
| 4     | Hein Otterspeer      | Niederlande | 34,742 s          | 35,032 s          | 69,774         |
| 5     | Artur Waś            | Polen       | 35,017 s          | 34,790 s          | 69,807         |
| 6     | Ruslan Muraschow     | Russland    | 34,964 s          | 35,002 s          | 69,966         |
| 7     | Espen Aarnes Hvammen | Norwegen    | 34,979 s          | 35,057 s          | 70,036         |
| 8     | Gilmore Junio        | Kanada      | 35,162 s          | 34,985 s          | 70,147         |
| 9     | Mo Tae-bum           | Südkorea    | 34,905 s          | 35,262 s          | 70,167         |
| 10    | Jesper Hospes        | Niederlande | 35,248 s          | 35,064 s          | 70,312         |

#### 1000 Meter
| Platz | Name               | Land               | Zeit        |
| ----- | ------------------ | ------------------ | ----------- |
| 1     | Shani Davis        | Vereinigte Staaten | 1:08,57 min |
| 2     | Pawel Kulischnikow | Russland           | 1:08,61 min |
| 3     | Kjeld Nuis         | Niederlande        | 1:08,71 min |
| 4     | Denny Morrison     | Kanada             | 1:08,72 min |
| 5     | Hein Otterspeer    | Niederlande        | 1:08,88 min |
| 6     | Stefan Groothuis   | Niederlande        | 1:09,13 min |
| 7     | Nico Ihle          | Deutschland        | 1:09,15 min |
| 8     | Denis Kusin        | Kasachstan         | 1:09,40 min |
| 9     | Samuel Schwarz     | Deutschland        | 1:09,42 min |
| 10    | Joey Mantia        | Vereinigte Staaten | 1:09,87 min |

#### 1500 Meter
| Platz | Name                | Land               | Zeit        |
| ----- | ------------------- | ------------------ | ----------- |
| 1     | Denis Juskow        | Russland           | 1:43,36 min |
| 2     | Denny Morrison      | Kanada             | 1:45,08 min |
| 3     | Koen Verweij        | Niederlande        | 1:45,15 min |
| 4     | Shani Davis         | Vereinigte Staaten | 1:45,84 min |
| 5     | Alexis Contin       | Frankreich         | 1:46,02 min |
| 6     | Zbigniew Bródka     | Polen              | 1:46,19 min |
| 7     | Bart Swings         | Belgien            | 1:46,23 min |
| 8     | Jan Szymański       | Polen              | 1:46,24 min |
| 9     | Kjeld Nuis          | Niederlande        | 1:46,32 min |
| 10    | Konrad Niedźwiedzki | Polen              | 1:46,43 min |

#### 5000 Meter
| Platz | Name                 | Land        | Zeit        |
| ----- | -------------------- | ----------- | ----------- |
| 1     | Sven Kramer          | Niederlande | 6:09,65 min |
| 2     | Jorrit Bergsma       | Niederlande | 6:11,53 min |
| 3     | Douwe de Vries       | Niederlande | 6:18,24 min |
| 4     | Denis Juskow         | Russland    | 6:19,74 min |
| 5     | Alexis Contin        | Frankreich  | 6:19,99 min |
| 6     | Ted-Jan Bloemen      | Kanada      | 6:21,16 min |
| 7     | Patrick Beckert      | Deutschland | 6:21,63 min |
| 8     | Lee Seung-hoon       | Südkorea    | 6:23,02 min |
| 9     | Bart Swings          | Belgien     | 6:23,77 min |
| 10    | Aleksandr Rumyantsev | Russland    | 6:24,41 min |

#### 10.000 Meter
| Platz | Name                  | Land        | Zeit         |
| ----- | --------------------- | ----------- | ------------ |
| 1     | Jorrit Bergsma        | Niederlande | 12:54,82 min |
| 2     | Erik Jan Kooiman      | Niederlande | 13:02,57 min |
| 3     | Patrick Beckert       | Deutschland | 13:10,95 min |
| 4     | Sverre Lunde Pedersen | Norwegen    | 13:12,40 min |
| 5     | Aleksandr Rumyantsev  | Russland    | 13:14,62 min |
| 6     | Ted-Jan Bloemen       | Kanada      | 13:17,24 min |
| 7     | Seung-Hoon Lee        | Südkorea    | 13:19,03 min |
| 8     | Bart Swings           | Belgien     | 13:22,85 min |
| 9     | Alexej Baumgärtner    | Deutschland | 13:30,24 min |
| 10    | Jewgeni Serjajew      | Russland    | 13:36,34 min |

#### Massenstart
| Platz | Name                 | Land               |
| ----- | -------------------- | ------------------ |
| 1     | Arjan Stroetinga     | Niederlande        |
| 2     | Fabio Francolini     | Italien            |
| 3     | Alexis Contin        | Frankreich         |
| 4     | Haralds Silovs       | Lettland           |
| 5     | Andrea Giovannini    | Italien            |
| 6     | Peter Michael        | Neuseeland         |
| 7     | Tyler Derraugh       | Kanada             |
| 8     | Jeffrey Swider-Peltz | Vereinigte Staaten |
| 9     | Marco Weber          | Deutschland        |
| 10    | Shane Williamson     | Japan              |

#### Teamwettbewerb
| Platz | Name                                                          | Land        | Zeit        |
| ----- | ------------------------------------------------------------- | ----------- | ----------- |
| 1     | Sven Kramer Koen Verweij Douwe de Vries                       | Niederlande | 3:41,40 min |
| 2     | Denny Morrison Ted-Jan Bloemen Jordan Belchos                 | Kanada      | 3:44,09 min |
| 3     | Lee Seung-hoon Kim Cheol-min Ko Byung-wook                    | Südkorea    | 3:44,96 min |
| 4     | Danila Semerikow Danil Sinitsyn Sergei Grjaszow               | Russland    | 3:46,78 min |
| 5     | Andrea Giovannini Luca Stefani Nicola Tumolero                | Italien     | 3:47,07 min |
| 6     | Zbigniew Bródka Jan Szymański Konrad Niedźwiedzki             | Polen       | 3:48,94 min |
| 7     | Håvard Bøkko Simen Spieler Nilsen Håvard Holmefjord Lorentzen | Norwegen    | 3:50,58 min |
| 8     | Alexej Baumgärtner Marco Weber Jonas Pflug                    | Deutschland | 3:50,76 min |